# Monte Nevado San Francisco
Il Nevado San Francisco (detto anche Cerro San Francisco) è uno stratovulcano considerato spento. Si trova al confine di Argentina e Cile ed è alto 6016 metri.